# Роберта Метсола
Роберта Метсола Тедеско Трикас (малт. Roberta Metsola Tedesco Triccas; Сан Ђиљан, 18. јануар 1979) малтешка је политичарка на функцији председнице Европског парламента од јануара 2022. године.
Први пут је изабрана за посланицу Европског парламента 2013. године, а постала је прва потпредседница Европског парламента у новембру 2020. године. Након смрти актуелног председника Давида Сасолија, 18. јануара 2022. изабрана је за председницу Европског парламента, поставши најмлађа председница ЕП икада, прва особа са Малте која је обављала ту функцију и прва жена на тој функцији од 2002. године.